# بال کوچک استخوان پروانه‌ای
بال کوچک استخوان پروانه‌ای (انگلیسی: Lesser wing of sphenoid bone) لبهٔ نازکی از استخوان است که از زائدهٔ کلینوئید قدامی به سمت خارج امتداد می‌یابد. یک جفت هستند این قسمت لبهٔ خلفی حفرهٔ کرانیال قدامی را به وجود می آورد. بال کوچک استخوان پروانه‌ای با صفحهٔ اوربیتال استخوان فرونتال مفصل می‌شود.